# Florent du Bois de La Villerabel
Florent du Bois de La Villerabel, né à Saint-Brieuc le 29 septembre 1877 et mort le 7 février 1951, est évêque d'Annecy de 1921 à 1940, puis archevêque d'Aix-en-Provence de 1940 à 1944.

## Biographie
Florent Michel Marie Joseph du Bois de La Villerabel naît le 29 septembre 1877, à Saint-Brieuc.
Petit-fils d'Armand Casimir Victor de Kersauzon de Pennendreff, il est le cousin d'André du Bois de La Villerabel (1864-1938), évêque d'Amiens de 1915 à 1920 puis archevêque de Rouen de 1920 à 1936.
Ordonné prêtre le 9 juin 1900, il devient évêque auxiliaire de Tours le 7 mai 1920. Initialement coadjuteur de celui-ci, il sera finalement transféré et nommé évêque d'Annecy en 1921. Son ancien ministère de coadjuteur à Tours lui donne la permission de porter dans son diocèse le pallium, réservé aux archevêques métropolitains. Il aurait dû en hériter à Tours. Il demanda au Vatican que cet honneur soit donné au diocèse, mais ce dernier refusa en 1923. Son épiscopat à Annecy qui dura 20 ans fut particulièrement fécond dans tous les domaines : il fut un évêque très apprécié par son clergé et les fidèles savoyards.
En 1940 il s'attendait à être nommé archevêque de Rennes mais le gouvernement s'opposa à la nomination d'un évêque breton à un siège de Bretagne. Il fut alors nommé archevêque d'Aix-en-Provence en 1940, il est décoré de la francisque par le maréchal Pétain après avoir pris parti en faveur du STO et du gouvernement de Vichy. À la Libération, il s'enfuit d'Aix.
Il fait partie des quatre évêques de France destitués à la fin de la Seconde Guerre mondiale, avec Henri-Édouard Dutoit, évêque d'Arras, François-Louis Auvity, évêque de Mende, et Roger Beaussart, évêque auxiliaire  de Paris.
Il meurt le 7 février 1951.
La photographie de cet article n'est pas celle de Mgr Florent de La Villerabel mais celle de son cousin André, archevêque de Rouen - avec lequel certains "historiens" le confondent.